# Maritza Izaguirre
Maritza Izaguirre Porras es una socióloga y profesora venezolana, quien fue ministra en los gobiernos de Luis Herrera Campíns, Rafael Caldera y Hugo Chávez.

## Biografía
Fue ministra de Estado jefa de Cordiplan en el gobierno de Luis Herrera Campíns entre 1982 y 1984. Tras esto, fue ministra de Hacienda en el segundo gobierno de Rafael Caldera desde junio de 1998, y luego confirmada para el mismo cargo por Hugo Chávez los primeros seis meses de su gobierno,  hasta junio de 1999. Declaró respecto a esto últimoː

El hecho de que yo me haya quedado durante los primeros seis meses de gobierno del presidente Chávez fue un acuerdo de ese tipo: vamos a tratar de que el cambio de gobierno mantenga una cierta línea, y el entonces viceministro José Rojas, quien trabajaba conmigo en el ministerio de Hacienda, se preparó para sustituirme, en ese sentido. Acordamos no subir más los riesgos políticos de toda la transición, y fue por eso que acompañamos al gobierno del presidente Chávez en esos seis meses. Yo creo que lo más importante en esa parte fue la cooperación del presidente para los ajustes.

Fue decana de la Facultad Ciencias Económicas y Sociales de la Universidad Católica Andrés Bello (UCAB).